# Skeid Fotball
Skeid Fotball er en fodboldklub i Norge, der for øjeblikket spiller i 2. division. Klubben blev stiftet 1. januar 1915 i Oslo og fik sit nuværende navn i 1925, da klubberne Ski og Fotballklubben Fram 1914 og Kristiania Ballklubb slog sig sammen.
Klubben var en magtfaktor i 1950'erne og 1960'erne, og det blev til et norsk mesterskab i 1966 samt otte pokalmesterskaber, det seneste i 1974. Siden er det gået ned ad bakke for klubben, der senest har været i Tippeligaen i 2000-01, hvor det blev til hurtig nedrykning igen.